# Omero Losi
Omero Losi (Moglia di Gonzaga, 23 febbraio 1925 – Carpi, 25 novembre 2012) è stato un calciatore italiano, di ruolo centrocampista.

## Caratteristiche tecniche
Era un'ala vispa, veloce. A Roma, squadra con la quale giocò anche nelle giovanili, fu ribattezzato "Losetto".